# Alegeri parlamentare în Republica Moldova, iulie 2009
Alegerile parlamentare anticipate pentru Parlamentul Republicii Moldova au avut loc pe data de 29 iulie 2009. Aceste alegeri au fost cauzate de boicotarea alegerii președintelui Republicii Moldova de către opoziție. Conform Constituției Republicii Moldova alegerile anticipate trebuie să aibă loc la cel puțin 45 de zile de la dizolvarea parlamentului.

## Modificări în codul electoral
Pragul electoral este de 5%, deși la alegerile din 5 aprilie pragul era de 6%. Decizia a fost votată în parlament de către Partidul Comuniștilor, cu toate că europenii au propus micșorarea pragului până la 4%. De asemenea PCRM a votat ca alegerile să fie valabile în urma participării la vot de la minimum o doime din populație (50%) la minimum o treime din populație (33%), iar în cazul alegerilor repetate excluderea nevoii unui procent de participare la vot pentru a putea valida alegerile. Opoziția a acuzat partidul de guvernământ că ar modifica codul electoral în interesul său fără a se gândi la binele cetățenilor Republicii Moldova. 

## Concurenți electorali
În total 10 partide s-au înregistrat pentru a participa la alegerile parlamentare anticipate:
- Partidul Comuniștilor din Republica Moldova
- Partidul Popular Creștin Democrat
- Alianța „Moldova Noastră”
- Partidul Liberal
- Partidul Liberal Democrat din Moldova
- Partidul Democrat din Moldova
- Partidul Național Liberal
- Partidul Social Democrat
- Mișcarea Acțiunea Europeană
- Partidul Ecologist „Alianța Verde”

Dintre acestea, Partidul Național Liberal și Mișcarea Acțiunea Europeană s-au retras din competiția electorală înainte de data alegerilor, îndemnându-și electoratele să voteze pentru partidele de orientare liberală, anticomuniste.

## Sondaje
Potrivit unui sondaj realizat de Asociația Sociologilor și Demografilor din Republica Moldova, 5 partide ar putea accede în următorul parlament, pe primul loc situându-se Partidul Comuniștilor din Republica Moldova (29,7%-43 mandate), urmat de Partidul Liberal (13,3%-19 mandate), Partidul Liberal Democrat (12,8%-18 mandate), Alianța „Moldova Noastră” (7,9%-11 mandate) și Partidul Democrat (7,1%-10 mandate), partid ca n-a trecut pragul electoral la alegerile din 5 aprilie și care acum este condus de fostul președinte a parlamentului Marian Lupu.
De asemenea potrivit sondajului de cea mai mare încredere se bucură președintele în exercițiu al Republicii Moldova și liderul Partidului Comuniștilor, Vladimir Voronin (22,3%), urmat de primarul municipiului Chișinău și vicepreședintele Partidului Liberal, Dorin Chirtoacă (18,5%), Vlad Filat (14,9%), Marian Lupu (14,9%), Serafim Urechean (10,2%), Dumitru Braghiș (2,5%), fostul prim-ministru Vasile Tarlev (2,2%), Iurie Roșca (1,8%) și alții (1%), iar 67% din cei intervievați susțin că vor participa la votare, 53% sunt interesați de politică, iar 22% nu sunt deloc interesați de acest domeniu. 
La sondaj au participat 1592 de respondenți din 75 de localități, iar marja de eroare e de maximum 2,8%.
Totdeodată, potrivit unui sondaj făcut de Institutul de Politici Publice (IPP), 4 partide ar accede în următorul parlament, pe primul loc situându-se, Partidul Comuniștilor din Republica Moldova (31,1%), urmat de Partdul Liberal (13,2%), Partidul Democrat (9,6%) și Partidul Liberal Democrat (7,6%), iar Alianța „Moldova Noastră” cu doar 2,6% nu va accede în parlament. De asemenea 6,8% din respondenți nu ar vota, 23% sunt indeciși, iar 3,4% nu vor să răspundă.
Analiștii politici consideră că anume indecișii vor decide structura următorului parlament.

## Desfășurarea scrutinului
În ziua alegerilor au fost depistate mai multe nereguli printre care împiedicarea unor cetățeni de a vota sau neaplicarea ștampilei Alegeri 29.07.09 în pașaport. Coaliția 2009 a calificat alegerile ca fiind incorecte și doar parțial libere. La vot au participat 58,82% din alegători.

### Exit-poll
Sondajul a fost realizat la 29 iulie 2009 de un grup de instituții obștești și private (Institutul de Politici Publice, Institutul European de Studii Politice din Moldova, Asociația pentru Democrație Participativă ADEPT, CBS-AXA și IMAS Inc.), asociate în proiectul "Pentru alegeri mai transparente și corecte: Exit poll 2009".
Sondajul a fost efectuat pe un eșantion de 200 secții de votare din republică. Numărul respondenților constituie 17385, marja de eroare fiind de 2%.
| Partide și coaliții                                      | Voturi % | Mandate |
| -------------------------------------------------------- | -------- | ------- |
| Partidul Comuniștilor din Republica Moldova (PCRM)       | 40,50    | 43      |
| Partidul Liberal Democrat din Moldova (PLDM)             | 17,60    | 19      |
| Partidul Liberal (PL)                                    | 16,50    | 18      |
| Partidul Democrat din Moldova (PDM)                      | 12,80    | 13      |
| Alianța Moldova Noastră (AMN)                            | 8,00     | 8       |
| Partidul Popular Creștin Democrat (PPCD)                 | 2,20     | —       |
| Partidul Social Democrat (PSD)                           | 2,10     | —       |
| Partidul Ecologist "Alianța Verde" din Moldova ('PEAVM') | 0,30     | —       |
| Total                                                    | 100%     | 101     |

### Rezultatele alegerilor

| Partid / Alianță electorală   | Partid / Alianță electorală                    | Voturi    | %      | Locuri | +/-  |
| ----------------------------- | ---------------------------------------------- | --------- | ------ | ------ | ---- |
|                               | Partidul Comuniștilor din Republica Moldova    | 706,732   | 44.69  | 48     | 12▼  |
|                               | Partidul Liberal Democrat din Moldova          | 262,028   | 16.57  | 18     | 3 ▲  |
|                               | Partidul Liberal                               | 232,108   | 14.68  | 15     | 0 ▬  |
|                               | Partidul Democrat din Moldova                  | 198,268   | 12.54  | 13     | 13 ▲ |
|                               | Alianța Moldova Noastră                        | 116,194   | 7.35   | 7      | 4▼   |
|                               | Partidul Popular Creștin Democrat              | 30,236    | 1.91   | 0      | —    |
|                               | Partidul Social Democrat                       | 29,434    | 1.86   | 0      | —    |
|                               | Partidul Ecologist "Alianța Verde" din Moldova | 6,517     | 0.41   | 0      | —    |
| Voturi valide                 | Voturi valide                                  | 1,581,517 | 99.36  | —      | —    |
| Voturi invalide/albe          | Voturi invalide/albe                           | 10,240    | 0.64   | —      | —    |
| Total                         | Total                                          | 2,714,981 | 100.00 | 101    | —    |
| Votanți înregistrați/prezența | Votanți înregistrați/prezența                  | 1,591,757 | 58.77  | —      | —    |
| Sursa: e-democracy.md         |                                                |           |        |        |      |

| Unitate Teritorială              | Prezență | PCRM   | PLDM   | PL     | PDM    | AMN    |
| -------------------------------- | -------- | ------ | ------ | ------ | ------ | ------ |
| Municipiul Bălți                 | 53,42%   | 58,16% | 12,82% | 7,64%  | 15,60% | 2,87%  |
| Municipiul Chișinău              | 62,24%   | 41,23% | 16,89% | 23,14% | 10,55% | 5,62%  |
| ↳ Sectorul Botanica              | 61,17%   | 50,58% | 14,04% | 18,49% | 10,37% | 4,13%  |
| ↳ Sectorul Buiucani              | 64,41%   | 41,60% | 16,91% | 23,39% | 10,90% | 4,80%  |
| ↳ Sectorul Centru                | 62,10%   | 42,48% | 17,37% | 21,64% | 10,71% | 5,27%  |
| ↳ Sectorul Ciocana               | 63,43%   | 38,02% | 17,76% | 25,52% | 11,04% | 5,33%  |
| ↳ Sectorul Rîșcani               | 60,49%   | 47,07% | 15,54% | 19,57% | 9,90%  | 5,60%  |
| ↳ Suburbia Municipiului Chișinău | 62,96%   | 24,02% | 20,85% | 31,78% | 10,68% | 8,64%  |
| Anenii Noi                       | 56,53%   | 47,92% | 18,04% | 14,26% | 11,05% | 5,13%  |
| Basarabeasca                     | 73,46%   | 52,05% | 13,25% | 5,50%  | 10,49% | 7,59%  |
| Briceni                          | 61,06%   | 57,61% | 9,60%  | 7,27%  | 14,63% | 7,09%  |
| Cahul                            | 58,15%   | 38,36% | 23,52% | 15,89% | 10,66% | 7,69%  |
| Cantemir                         | 59,25%   | 40,81% | 24,93% | 11,04% | 10,07% | 9,79%  |
| Călărași                         | 55,80%   | 32,10% | 17,59% | 19,71% | 10,02% | 16,35% |
| Căușeni                          | 56,85%   | 44,26% | 12,46% | 12,12% | 8,91%  | 16,78% |
| Cimișlia                         | 57,51%   | 43,98% | 16,51% | 9,33%  | 16,10% | 10,50% |
| Criuleni                         | 59,89%   | 34,23% | 16,85% | 20,11% | 13,29% | 11,18% |
| Dondușeni                        | 64,35%   | 58,94% | 10,08% | 5,57%  | 14,16% | 3,91%  |
| Drochia                          | 58,07%   | 49,69% | 16,22% | 8,57%  | 16,28% | 5,13%  |
| Dubăsari                         | 64,19%   | 67,92% | 8,55%  | 7,51%  | 8,68%  | 4,55%  |
| Edineț                           | 59,60%   | 57,29% | 8,15%  | 4,82%  | 18,34% | 6,98%  |
| Fălești                          | 55,49%   | 52,09% | 13,65% | 7,55%  | 17,14% | 4,57%  |
| Florești                         | 61,48%   | 54,39% | 17,55% | 4,90%  | 15,30% | 4,82%  |
| Glodeni                          | 55,16%   | 47,72% | 18,90% | 8,43%  | 13,44% | 7,59%  |
| Hîncești                         | 56,54%   | 33,00% | 28,05% | 14,12% | 16,48% | 5,15%  |
| Ialoveni                         | 61,30%   | 25,02% | 24,79% | 23,16% | 11,91% | 11,81% |
| Leova                            | 53,04%   | 41,23% | 15,31% | 10,99% | 14,25% | 12,87% |
| Nisporeni                        | 57,60%   | 27,18% | 22,67% | 27,01% | 6,88%  | 13,17% |
| Ocnița                           | 64,38%   | 65,92% | 9,00%  | 3,82%  | 14,72% | 3,66%  |
| Orhei                            | 58,29%   | 29,51% | 20,78% | 18,74% | 16,93% | 7,95%  |
| Rezina                           | 63,05%   | 48,83% | 19,24% | 10,65% | 11,44% | 4,97%  |
| Rîșcani                          | 56,70%   | 51,09% | 13,36% | 8,87%  | 16,10% | 6,51%  |
| Sîngerei                         | 53,81%   | 43,43% | 16,97% | 9,36%  | 20,09% | 6,18%  |
| Soroca                           | 57,09%   | 48,65% | 13,38% | 7,96%  | 16,09% | 10,57% |
| Strășeni                         | 56,14%   | 32,86% | 18,07% | 21,17% | 12,02% | 10,96% |
| Șoldănești                       | 58,59%   | 44,90% | 13,81% | 8,50%  | 12,66% | 14,13% |
| Ștefan Vodă                      | 57,32%   | 36,52% | 21,69% | 14,31% | 8,69%  | 8,04%  |
| Taraclia                         | 63,97%   | 80,70% | 2,97%  | 1,20%  | 10,05% | 1,93%  |
| Telenești                        | 58,60%   | 31,94% | 26,09% | 11,78% | 12,64% | 12,97% |
| Ungheni                          | 56,47%   | 46,68% | 14,52% | 12,96% | 13,51% | 7,56%  |
| UTA Găgăuzia                     | 55,73%   | 77,78% | 1,28%  | 0,43%  | 5,88%  | 3,73%  |
| Voturi din străinătate           | 48,16%   | 8,49%  | 32,12% | 43,78% | 5,88%  | 5,75%  |
| Total                            | 58,77%   | 44,69% | 16,57% | 14,68% | 12,54% | 7,35%  |

Harta prezenței la vot pe raion
Rezultatele pentru Partidul Comuniștilor din Republica Moldova pe raion:      80–90%     70–80%     60–70%     50–60%     40–50%     30–40%     20–30%     0–10%
Rezultatele pentru Partidul Liberal Democrat din Moldova pe raion:      30–40%     20–30%     10–20%     0–10%
Rezultatele pentru Partidul Liberal pe raion:      40–50%     30–40%     20–30%     10–20%     0–10%
Rezultatele pentru Partidul Democrat din Moldova pe raion:      20–30%     10–20%     0–10%
Rezultatele pentru Alianța ”Moldova Noastră” pe raion:      10–20%     0–10%
Rezultatele pentru Alianța pentru Integrare Europeană pe raion:      80–90%     70–80%     60–70%     50–60%     40–50%     30–40%     20–30%     10–20%

## Declarații privind desfășurarea scrutinului și rezultatele alegerilor
Primarul general al municipiului Chișinău și vicepreședintele PL, Dorin Chirtoacă, a declarat că au fost fraude și la aceste alegeri și dacă acestea nu ar fi fost PCRM nu ar fi avut mai mult de 25-30%, iar liderul PLDM, Vlad Filat, a făcut un apel către cetățenii Moldovei, că e timpul opririi urii făcute de comuniști în societate. La rândul său PPCD nefiind de acord cu rezultatele alegerilor a cerut renumărarea voturilor, cerere respinsă de Curtea Constituțională.  
Totodată Coaliția 2009 a apreciat alegerile ca fiind incorecte și parțial libere.
Cele 4 partide de opoziție, care împreună pot forma guvernul, au exclus orice alianță cu PCRM.